# Georg Joos
Jakob Christoph Georg Joos (* 25. Mai 1894 in Urach; † 20. Mai 1959 in München) war ein deutscher Physiker.

Georg Joos, Archivbild TUM

## Leben
Joos wurde 1894 als Sohn des Notars Georg Joos und dessen Ehefrau Maria (geb. Müller) in Urach (Königreich Württemberg) geboren. Nach dem Abitur studierte er an der Technischen Hochschule Stuttgart Ingenieurwesen, was jedoch vom Beginn des Ersten Weltkrieges unterbrochen wurde. In diesem diente Joos als Leutnant bei der Artillerie. Nach dem Krieg studierte er Physik an der Universität Tübingen, wo er bei Friedrich Paschen und Christian Füchtbauer lernte. Im Jahr 1920 promovierte zum Dr. rer. nat. Die Jahre 1921 bis 1924 verbrachte er als Assistent von Jonathan Zenneck an der Technischen Hochschule München, wo er sich 1922 habilitierte. Im Jahr 1921 heiratete er Hedwig Brucklacher, mit der er später vier Kinder hatte. Der Sohn Peter Joos wurde später selbst Physiker. In dieser Münchener Zeit (1922–1923) engagierte sich Joos politisch erst in der DVP und dann in der NSDAP. Die Mitgliedschaft beendete Joos 1923. Daneben war Joos als ehemaliger Frontkämpfer unter anderem auch organisiert im Stahlhelm. Im Jahr 1924 wurde Joos Dozent unter Max Wien an der Universität Jena, wo er Quanten- und Relativitätstheorie unterrichtete. Schon im Jahr darauf erhielt er als Nachfolger Felix Auerbachs die Professur für Theoretische Physik und wurde Direktor des Physikalischen Instituts.
Die Rolle Joos’ in der Zeit des Nationalsozialismus kann in Anbetracht seiner Tätigkeiten zu dieser Zeit als ambivalent beschrieben werden. Ende 1923 hat er sich von den Nationalsozialisten abgewandt und seitdem bestand keine Mitgliedschaft in der NSDAP. Persönlich war er ein offener und scharfer Kritiker der Nationalsozialisten. Der jüdische Nobelpreisträger James Franck hatte aus Protest gegen die nationalsozialistische Politik seine Professur für Experimentalphysik und die Leitung des II. Physikalischen Instituts an der Universität Göttingen niedergelegt. Joos wurde am 1. April 1935 zu dessen Nachfolger berufen. Nach Walther Gerlach geschah dies zwar gegen Joos’ Wunsch, aber andererseits passte das Thema seiner Antrittsvorlesung, »Die Physik als Waffe im Daseinskampf«, in das nationalsozialistische Konzept. Im Jahr 1938 wurde Joos ehrenamtlich in das Hauptamt für Technik bei der NSDAP-Reichsleitung berufen und betätigte sich in diesem Rahmen auf der Schulungsburg des Nationalsozialistischen Bundes deutscher Technik. In der folgenden Zeit geriet Joos jedoch immer wieder in Konflikt mit dem Nationalsozialistischen Deutschen Dozentenbund, was einige Jahre später schließlich zur Aufgabe seiner Professur führte. Mit übergeordneten Dienststellen arbeitete Joos jedoch eng zusammen. So unterrichtete er im April 1939 das Reichsministerium für Wissenschaft, Erziehung und Volksbildung von den Möglichkeiten der Kernspaltung, was den Beginn des deutschen Uranprojektes markiert. Joos schied erst aus der Mitwirkung an diesem Projekt aus, als er für den Militärdienst vorgesehen wurde. Seit Ende der 1920er Jahre hatte Joos bei seinen Experimenten eng mit den Carl-Zeiss-Werken zusammengearbeitet. Diese suchten auch nach seiner Übersiedlung nach Göttingen den Kontakt zu ihm. Die Unternehmensleitung versuchte sogar durch eine Intervention beim Waffenamt der Kriegsmarine die Abberufung Joos’ zu verhindern. Im Jahr 1941 erhielt Joos schließlich ein Angebot in das Unternehmen zu wechseln. Aufgrund „sachlicher und persönlicher Schwierigkeiten mit NS-Instanzen“, so Walther Gerlach, entschied sich Joos die Stelle anzunehmen. 
Von 1941 bis 1945 arbeitete er bei Carl Zeiss Jena als Chefphysiker und in der Geschäftsleitung, während er gleichzeitig zum Honorarprofessor der Universität Jena ernannt wurde. Er war auch im wissenschaftlichen Führungsstab der Kriegsmarine.
Nach dem Ende des Krieges wurde Joos durch das US-amerikanische Militär zunächst nach Heidenheim an der Brenz gebracht und dann als mutmaßlicher Wehrwirtschaftsführer in den Gefangenenlagern im Taunus und in Wimbledon (London) vernommen. Allerdings wurde er bald freigelassen, sodass er im September 1946 der Berufung an die Technische Universität in München folgen konnte, wo er an den Wiederaufbau des Physikalischen Instituts ging. Diese Stelle behielt er bis zu seinem Tode 1959 inne, nur unterbrochen von einem Aufenthalt in den Vereinigten Staaten, wo er von Juni 1947 bis Oktober 1949 als Gastprofessor am Optical Research Laboratory der Boston University tätig war. Ab 1935 war er ordentliches und ab 1942 auswärtiges Mitglied der Göttinger Akademie der Wissenschaften. Seit 1947 war Joos Mitglied der Bayerischen Akademie der Wissenschaften und Mitbegründer der »Zeitschrift für angewandte Physik«, deren Geschäftsführung er 1951 übernahm. Zudem berief ihn sein ehemaliger Lehrer Zenneck 1950 in den Vorstand des Deutschen Museums.
Georg Joos war der jüngere Halbbruder der Stuttgarter spätimpressionistischen Künstlerin Emma Joos, die er unterstützte.

## Werk
Joos arbeitete erfolgreich in der Theoretischen und in der Experimentalphysik, speziell mit Atomphysik, Optik (wie der Theorie des Mikroskops von Ernst Abbe) und Festkörperphysik (unter anderem Festkörperoptik, Para- und Diamagnetismus) und verschiedene Anwendungen (fotografischer Elementarprozess, Theorie des Röhrenverstärkers in seiner Habilitation).
Das von Joos verfasste „Lehrbuch der Theoretischen Physik“ prägte Generationen von Physikstudierenden und auch seine Einführung in die höhere Mathematik für Praktiker war seinerzeit weit verbreitet.
Bekannt wurde G. Joos u. a. durch seine Arbeiten zur Relativitätstheorie: 1930 wiederholte er in Jena mit Unterstützung des Zeiss Werkes das berühmte Michelson-Morley-Experiment mit bisher und bis heute unerreichter Genauigkeit, widerlegte damit die Lorentzsche Äthertheorie und bestätigte dabei erneut die Einsteinsche Spezielle Relativitätstheorie (Konstanz der Lichtgeschwindigkeit).
Joos wies mit seinem Kollegen Wilhelm Hanle nicht nur frühzeitig 1939 in einem Schreiben an den Reichserziehungsminister Bernhard Rust auf die Nutzung der Kernenergie hin und nahm mit Hanle an der ersten Sitzung des Reichsforschungsrats am 29. April 1939 zu diesem Thema teil (einberufen von Abraham Esau, Leiter der Abteilung Physik im Reichsforschungsrat und ehemaliger Professoren-Kollege von Joos in Jena), er forschte auch weiter in Göttingen mit Hanle an der Möglichkeit, Graphit als Moderator bei Reaktoren zu verwenden, wozu sie 1940 Graphit in hoher Reinheit herstellten. Die Gruppe des bekannten Kernphysikers Walther Bothe in Heidelberg hatte dagegen mit unreinem Graphit experimentiert, kam bezüglich der Eigenschaften als Neutronenmoderator zu negativen Ergebnissen und konnte sich mit dieser Ansicht gegen Joos durchsetzen – beide trugen darüber im März 1941 am Kaiser-Wilhelm-Institut vor. In der Folge wurde in der deutschen kerntechnischen Forschung auf einen Schwerwasserreaktor gesetzt, während unter der Leitung von Enrico Fermi in den USA der erste Reaktor in Chicago mit Graphit als Moderator zum Laufen gebracht wurde.

## Jena, Zeiss und das Michelson-Morley Experiment
Joos wurde 1924 außerordentlicher Professor in Jena und 1928 ordentlicher
Professor. Sein Lehrbuch der theoretischen Physik, eines der bedeutendsten des
20. Jahrhunderts, erschienen 1932.
Bereits 1925 schrieb Joos in einem Brief an Sommerfeld, dass die Firma Carl
Zeiss einen Apparat für ein Michelson-Morley Experiment am Jungfrau Joch bauen
würde. Dies wurde aber nicht verwirklicht. Unterstützung für sein Vorhaben
bekam er von Rudolf Straubel, Geschäftsführer des Zeiss Werkes in Jena. Die
Aufbauten für das Experiment erforderten einen hohen technischen und konstruktiven
Aufwand. Unter Leitung von Franz Meyer wurde eine Konstruktion erarbeitet, welche an die Grenze der damaligen Möglichkeiten ging. Das Gerät wurde in der Astrowerkstatt gebaut.
Am 10. Mai 1930 wurde das Experiment in einem Kellerraum der Firma Carl Zeiss in
Jena ausgeführt. Es ist das Experiment mit der bis heute höchsten Genauigkeit,
welche die Existenz eines Ätherwindes verneint und damit die spezielle
Relativitätstheorie von Albert Einstein unterstützt.
Der Aufbau für das Experiment kam 1935 zum Deutschen Museum nach München. Ein
kleines Modell des Versuches wurde an der Universität Jena im physikalischen
Praktikum bis in die 1960er Jahre benutzt.

## Schriften
- Georg Joos: Lehrbuch der theoretischen Physik. 15. Auflage. Akademische Verlagsgesellschaft, Frankfurt am Main 1989.
  - englische Übersetzung Theoretical Physics. (Hafner, 1934, 1950, 1957, 1958) (Blackie and Son, 1942, 1946, 1947, 1951, 1953, 1958) (Dover, 1986, 1987)
- Georg Joos, Ernst Angerer, Johannes Stark: Anregung der Spektren Spektroskopische Apparate und Starkeffekt. Akademische Verlagsgesellschaft, 1927.
- Georg Joos: Sammelband mit 3 Sonderdrucken aus dem Hb. der Experimentalphysik. Akademische Verlagsgesellschaft, 1928–1929.
- Georg Joos: Atome und Weltall. Ein Vortrag. In: Student und Leben. Heft 3, Jena 1931.
- Georg Joos, Theodor Kaluza: Höhere Mathematik für den Praktiker. (Barth, 1947, 1951, 1952, 1954, 1956, 1958, 1964)
- Georg Joos (Hrsg.): Physik der festen Körper. I, II. Dieterich’sche Verlagsbuchhandlung, 1947, 1948.
  - englisch Physics of Solids. Part I, II. FIAT Review of German Science 1939–1946, Physics of Solids (Office of Military Government for Germany Field Information Agencies, Technical, 1947, 1948)